# Анніка Брун
Анніка Брун (нім. Annika Bruhn, 5 жовтня 1992) — німецька плавчиня.
Учасниця Олімпійських Ігор 2012 року.
Призерка Чемпіонату світу з водних видів спорту 2015 року.
Чемпіонка Європи з водних видів спорту 2018 року.